# Museo Municipal de Requena
El Museo Municipal de Requena (Provincia de Valencia, España) se creó en 1968 y está ubicado en el antiguo Real Convento de El Carmen.
En el año 2017 entró a formar parte de la Red de Museos Etnológicos Locales, coordinada por el Museo Valenciano de Etnología.

## Historia
El Museo Municipal de Requena nace en 1968 con el nombre de "Museo Histórico Artístico de Requena y su comarca" en el Castillo y se traslada a las actuales dependencias del convento en 1975.
En 1977 dan inicio las tareas de catalogación de su fondo con la aparición del "Catálogo-Guía Museo Arqueológico de Requena" donde aparece una parte del material recuperado hasta el momento.
En 1988 la Dirección General de Patrimonio incluye las primeras cien piezas de la sección de etnología. También se incluye las figuras del Director del Museo como técnico profesionalizado y la de los técnicos de arqueología y etnología, así como la adecuación de almacenes y talleres y la actividad de la biblioteca con manuales básicos y publicaciones especializadas.